# Dekonvolution

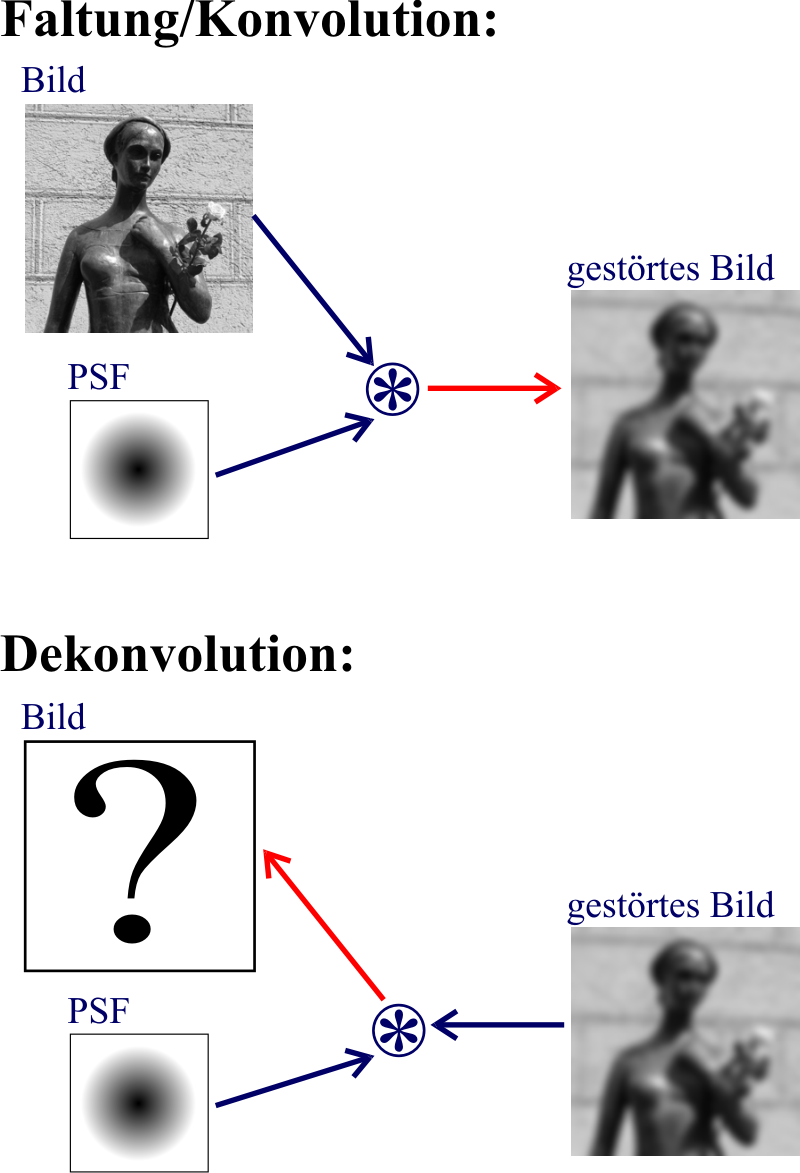
Dekonvolution, PSF steht für Punktspreizfunktion

Mit Dekonvolution (deutsch Entfaltung) bezeichnet man die Umkehrung der sog. Faltungsoperation. Dabei handelt es sich um eine mathematische Transformation, die unter anderem in der Signal- und Bildverarbeitung Anwendung findet. Eine Faltung kann immer berechnet werden, während ihre Umkehrung nicht immer möglich ist, weil bei der Faltung Informationen verloren gehen können, die nicht wiederherstellbar sind. Um trotzdem eine möglichst gute inverse Faltung berechnen zu können, wurden rechenintensive Algorithmen und Verfahren entwickelt.
Ein einfaches Beispiel ist etwa das Schärfen eines Bildes. Der Vorgang des Verwischens (Unschärfe) wird durch eine Faltung dargestellt. Das Schärfen des Bildes, wie es viele Bildbearbeitungsprogramme unterstützen, entspricht dann einer Dekonvolution (siehe Bild rechts).

## Mathematik
In der Mathematik bezeichnet Dekonvolution oder Entfaltung die Umkehrung einer Faltung (symbolisch: „{\textstyle *}“, um eine Verwechslung mit der punktweisen Multiplikation zu vermeiden, s. u.) zweier Funktionen. Allgemein dargestellt, entspricht dies dem Versuch, aus dem Ergebnis f der Faltung zweier Funktionen g und h
{\displaystyle f=g*h\,}
die unbekannte Funktion g bei bekanntem h und f zu bestimmen; dieses Problem wird auch als inverses Faltungsproblem bezeichnet. Ein allgemeiner Lösungsansatz ergibt sich aus dem Faltungssatz, welcher besagt, dass die Fourier-Transformierte einer Faltung zweier Funktionen gleich dem Produkt der Fourier-Transformierten der beiden Funktionen ist. Dementsprechend lässt sich obige Gleichung auch schreiben als
{\displaystyle {\hat {f}}={\hat {g}}\cdot {\hat {h}}}
wobei {\displaystyle {\hat {f}}}, {\displaystyle {\hat {g}}} und {\displaystyle {\hat {h}}} die Fourier-Transformierten von f, g und h bezeichnen. Somit ließe sich {\displaystyle {\hat {g}}} prinzipiell bestimmen als
{\displaystyle {\hat {g}}={\frac {\hat {f}}{\hat {h}}}}
und hieraus durch inverse Fourier-Transformation g. Allerdings ist dieser allgemeine Ansatz in der Regel nicht anwendbar, da erstens die Funktion g nicht eindeutig sein muss, zweitens die Funktion {\displaystyle {\hat {h}}} Nullstellen enthalten kann und drittens reale Daten meist mit einem additiven Rauschen, entsprechend einem Zusatzterm n, behaftet sind, so dass sich in solchen Fällen das ursprüngliche Problem zu
{\displaystyle f=g*h+n\,}
verkompliziert. Aus diesem Grund werden diverse Verfahren verwendet, die aus h und f das wahrscheinlichste Ergebnis für g zu ermitteln versuchen, da eine eindeutige analytische Lösung nicht existiert. Es zeigt sich, dass das Rauschen n bei einer naiven Rückfaltung mit obiger Divisions-Methode überproportional verstärkt wird:
{\displaystyle {\hat {g}}={\frac {\hat {f}}{\hat {h}}}-{\frac {\hat {n}}{\hat {h}}}}
Die Verstärkung rührt daher, dass {\displaystyle {\hat {h}}} üblicherweise zu hohen Frequenzen hin gegen 0 abfällt (z. B. Glättungsfilter = Tiefpassfilter), während das Rauschen gerade auch dort Frequenzanteile enthält, die dann durch {\displaystyle 1/{\hat {h}}} verstärkt werden.

## Bildverarbeitung
Dekonvolution wird zum Beispiel zum Schärfen von Bildern in der Astrofotografie und Mikroskopie verwendet. Dekonvolutions-Filter versuchen, die Unschärfe mathematisch zu erfassen und rückgängig zu machen. Einige Verfahren sind:
- Van-Cittert-Dekonvolution
- Wiener-Dekonvolution
- Richardson-Lucy-Dekonvolution
- blind deconvolution oder dt. Blindentfaltung
- Meinel-Dekonvolution
- ZNova-Algorithmus bzw. ZNova-Dekonvolution
- Agard-Sedat-Dekonvolution

Die Schärfung erfolgt über die sogenannte PSF-Matrix (engl.: point spread function, Punktspreizfunktion). Diese beschreibt den Vorgang, der die Unschärfe erzeugt hat. Es kann sich z. B. um die Filtermaske eines Unschärfefilters handeln (z. B. Binomialfilter). Eine PSF kann auch für ein beliebiges optisches Abbildungssystem, wie etwa das Objektiv einer Kamera oder eines Mikroskops, berechnet werden (beispielsweise mit der Software PSF Lab für ein konfokales Mikroskop). Eine vollständige Restaurierung eines Bildes ist oft nicht möglich, weil bei der „Unschärfung“ Informationen verlorengehen. Die hier angeführten Verfahren versuchen aber, möglichst viele Informationen aus der PSF und dem Bild zurückzugewinnen. „Blind deconvolution“ versucht, die optimale PSF-Matrix aus dem Bild zu schätzen.